# Siphonognathus
Siphonognathus es un género de peces de la familia Odacidae. Fue descrito por John Richardson en 1858.

## Especies
- Siphonognathus argyrophanes J. Richardson, 1858
- Siphonognathus attenuatus (J. D. Ogilby, 1897)
- Siphonognathus beddomei (R. M. Johnston, 1885)
- Siphonognathus caninis (J. K. Scott, 1976)
- Siphonognathus radiatus (Quoy y Gaimard, 1834)
- Siphonognathus tanyourus M. F. Gomon y Paxton, 1986